# Charpentieria itala
Charpentieria itala is een slakkensoort uit de familie van de Clausiliidae. De wetenschappelijke naam van de soort is voor het eerst geldig gepubliceerd in 1824 door G. von Martens.

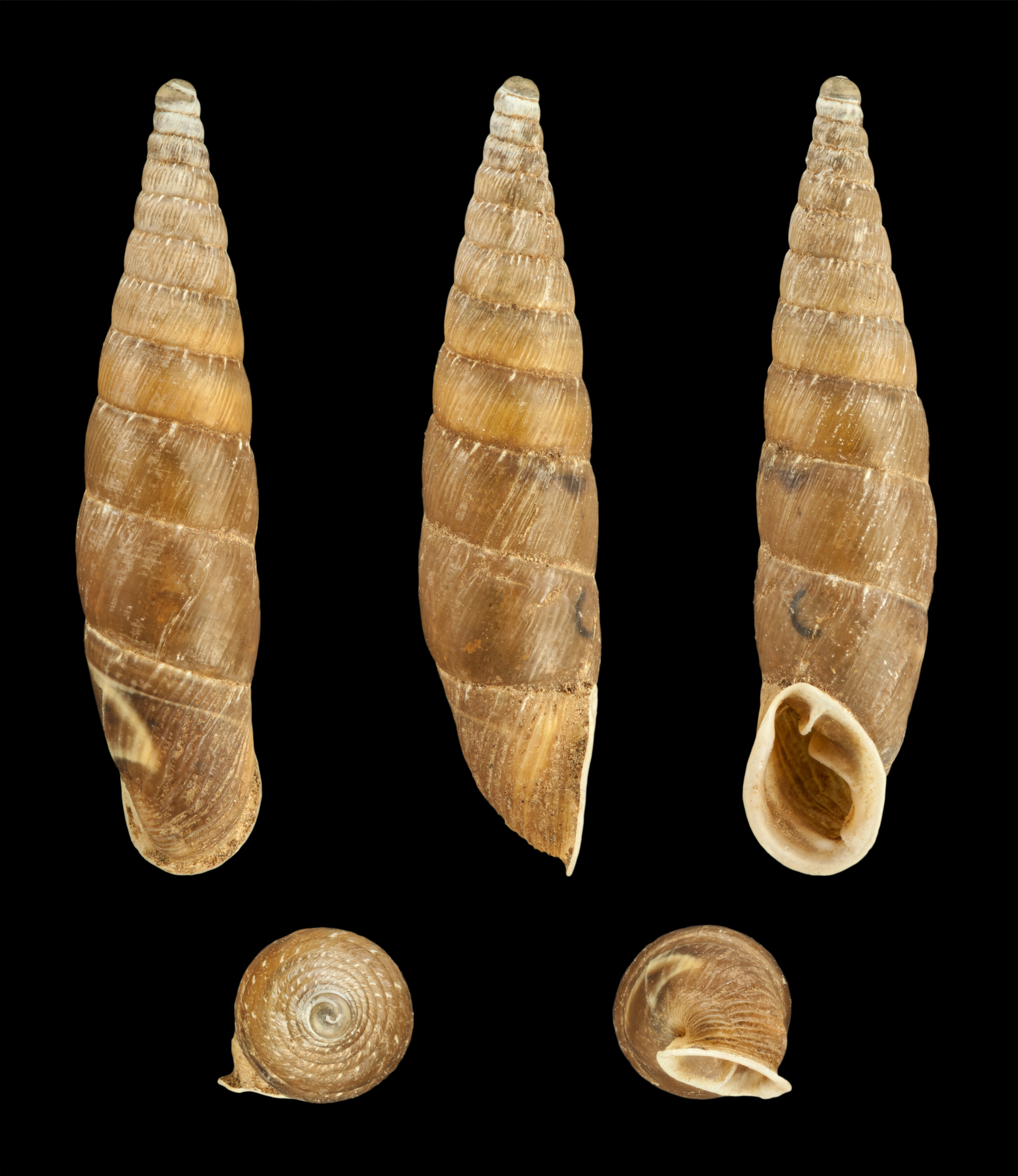
Charpentieria itala albopustulata
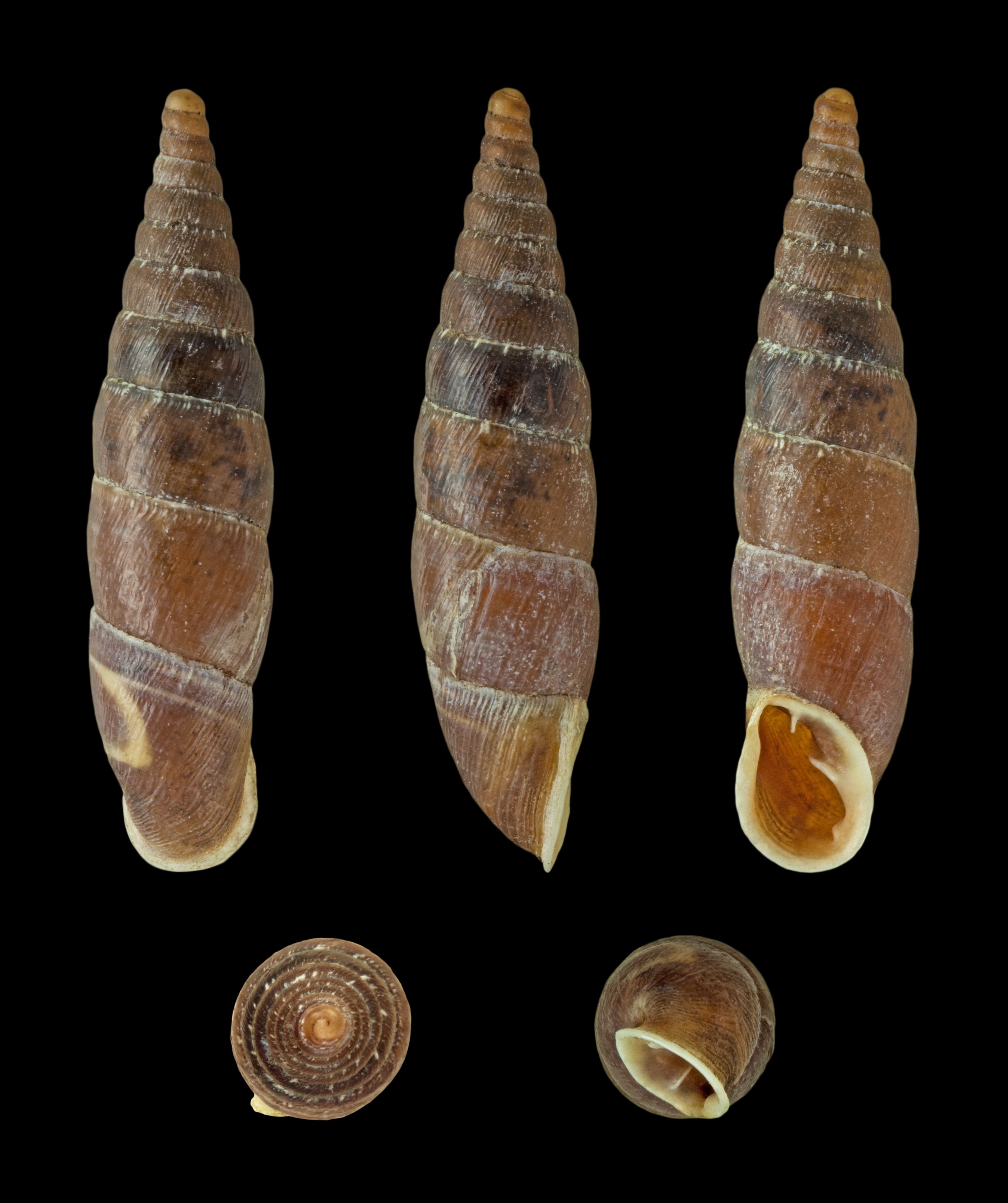
Charpentieria itala nigra